# Oberlauterbach (Iffeldorf)

Orthofoto von Oberlauterbach

Oberlauterbach ist ein Ortsteil der oberbayerischen Gemeinde Iffeldorf im Landkreis Weilheim-Schongau. Die Einöde liegt knapp drei Kilometer nordwestlich vom Iffeldorfer Ortskern und etwa einen Kilometer westlich des Großen Ostersees.

## Geschichte
Erstmals erwähnt wird Oberlauterbach (zusammengefasst mit Unterlauterbach) als „Lawtterbach“ im Urbar der Herren von Seefeld-Peißenberg aus der Zeit zwischen 1300 und 1320.
Die Hofmarkenkonskription von 1752 berichtet von zwei, dem Kloster Fürstenfeld zinspflichtigen wohl 1⁄8-Höfen in Oberlauterbach.
Im Jahr 1889 erwarb Hugo von Maffei, der Besitzer des Guts Staltach, die beiden Anwesen.
Eines der Gebäude, der „Putz“-Hof, steht heute unter Denkmalschutz.

### Einwohnerentwicklung
| Jahr | Einwohner |
| ---- | --------- |
| 1871 | 13        |
| 1925 | 14        |
| 1950 | 14        |
| 1961 | 10        |
| 1970 | 13        |
| 1987 | 3         |